# Elecciones presidenciales de Colombia de 1949
Las elecciones para elegir presidente de Colombia para el período 1950-1954, se realizaron el domingo 27 de noviembre de 1949, en las que se proclamó ganador al oficialista Laureano Gómez Castro, ex canciller de Colombia.
La contienda electoral fue polémica porque Gómez fue el vencedor de unos comicios sin contendor; además de la atipicidad de la jornada, ya que legalmente las elecciones debieron realizarse en el primer semestre del año 1950, y éstas se anticiparon luego de una reforma instaurada por el liberalismo, debido al extremo clima de violencia que se vivía en Colombia. Fueron las últimas elecciones presidenciales en democracia hasta la caída del gobierno militar, casi 9 años después.

## Antecedentes

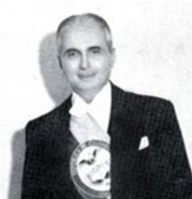
Ospina como presidente electo, 1946.

### Elecciones de 1946
En las elecciones presidenciales de 1946 fue derrotado el Partido Liberal Colombiano, que estaba en el poder desde 1930. La derrota del gobierno se dio por la división entre el candidato oficialista Gabriel Turbay, y el disidente Jorge Eliecer Gaitán, saliendo beneficiado de tal ruptura el Partido Conservador Colombiano, quien nominó al exministro Mariano Ospina Pérez, a la postre ganador de las elecciones. La victoria del conservatismo, que regresaba al poder después de haberlo tenido por 50 años y perdido en 1930, generó un clima de intolerancia política que desencadenó el Bogotazo.

### El Bogotazo y sus consecuencias
El 9 de abril de 1948, el excandidato presidencial y jefe único del liberalismo, Jorge Eliecer Gaitán, fue asesinado a la salida de su oficina, en pleno centro de Bogotá. Su presunto asesino, Juan Roa Sierra, fue linchado y su cuerpo arrastrado hasta el Palacio de Nariño, donde despachaba Ospina. Los manifestantes incendiaron la ciudad y se armaron contra el gobierno conservador. A pesar de que Ospina quiso pactar su renuncia con los liberales, al final su renuncia no se efectuó, quedando una incomoda tensión en el panorama político. Sin embargo, Ospina integró liberales a su gabinete para calmar las tensiones.
El 2 de abril de 1949, los conservadores anticipándose al primer aniversario del asesinato de Gaitán, celebraron públicamente la victoria militar sobre los rebeldes liberales y proclamaron anticipadamente a Laureano Gómez, excanciller de Ospina y curtido congresista de la tendencia ultra radical del partido, como candidato del conservadurismo a las elecciones presidenciales de 1950, buscando permanecer en el poder por otro período. La proclamación de Gómez se dio en actos cívicos en la Plaza de Toros La Santamaría.
Luego de las elecciones parlamentarias efectuadas el domingo 5 de junio de 1949, el liberalismo se impuso ligeramente sobre el conservatismo, y siendo mayoría en el Congreso, el bloque liberal presentó un proyecto de ley para anticipar las elecciones presidenciales para 1949, ya que estaban previstas a celebrarse en junio de 1950. Pese la feroz oposición del conservadurismo, la Corte Suprema de Justicia avaló la modificación. A mediados de 1949, los liberales postularon como candidato presidencial al exministro y expresidente interino Darío Echandía, con el fin de enfrentar la poderosa maquinaria de Laureano Gómez. Sin embargo, el clima de violencia extrema en que se encontraba el país obligó al candidato liberal a retirar su nombre dos días antes de las elecciones, aduciendo falta de garantías luego del asesinato de su hermano Vicente Echandía, junto a dos estudiantes y un comerciante, en un atentado perpetrado por fanáticos conservadores, el viernes 25 de noviembre de 1949.

### Cierre del Congreso (1949)
Sumado a la muerte del hermano del candidato liberal, el presidente Ospina ordenó el cierre del Congreso el 9 de noviembre de 1949, luego que los liberales comenzaran a promover un juicio político en su contra, y que dos congresistas terminaran heridos luego de un enfrentamiento a balazos en el Capitolio Nacional (muriendo uno de ellos. Ospina declaró el estado de sitio y así evitó su enjuiciamiento. De este modo, Gómez se presentó a las elecciones del domingo 27 de noviembre como candidato único, y fue la primera persona en obtener más de un millón de votos en la historia de Colombia. Gómez asumió el poder el 7 de agosto de 1950, tomándole juramento el magistrado Domingo Sarasty, ya que la Corte Suprema de Justicia asumió la investidura del presidente, tras el cierre del Congreso.

## Candidato
| Candidato | Candidato | Candidato                                      | Formación              | Cargos públicos |
| --------- | --------- | ---------------------------------------------- | ---------------------- | --- |
|           |           | Laureano Gómez Castro 60 años                  | Ingeniero y periodista | - Representante a la cámara (1911-1921) - Ministro de obras públicas (1925-1926) - Embajador en Alemania (1930-1932) - Senador de Colombia (1931-1936) - Canciller de Colombia (1948) |
|           |           | Darío Echandía 49 años (retiró su candidatura) | Abogado                | - Senador de Colombia (1930-1934) - Ministro de gobierno (1934-1935) - Canciller de Colombia (1935-1937) - Presidente interino de Colombia (1943-1944)                                |

## Resultados
| Candidato a presidente          | Partido o movimiento   | Votos     |
| ------------------------------- | ---------------------- | --------- |
| Laureano Eleuterio Gómez Castro | Conservador            | 1 140 122 |
| Otros votos                     | Otros votos            | 23        |
| Total de votos válidos          | Total de votos válidos | 1 140 145 |
| Votos anulados                  | Votos anulados         | 501       |
| Total de votantes               | Total de votantes      | 1 140 646 |